# Présidial de la généralité du Limousin
Le présidial de la généralité du Limousin est un monument situé dans la commune de Limoges dans le département de la Haute-Vienne.

## Histoire
Édifié entre 1774 et 1784 pour accueillir le tribunal de la généralité de Limoges, le bâtiment prend la place d'un premier présidial installé au XVIe siècle dans l'ancien presbytère de l'église Saint-Michel-des-Lions, laquelle lui est contiguë. Utilisé après la Révolution, l'ancien présidial jouxte la première prison de la ville, puis accueille au XIXe siècle la bibliothèque et le musée municipaux de Limoges, ainsi qu'une première école de droit qui y conserve des locaux jusqu'aux années 2000. Désaffecté, l'ancien présidial est réaménagé en appartements « de caractère »,.
Le bâtiment est inscrit au titre des monuments historiques en 1947.

## Architecture
,Sa façade néoclassique est attribuée à l'architecte Joseph Brousseau,[réf. nécessaire] auteur de plusieurs autres réalisations du même style à Limoges et dans les environs.